# 社会主义青年联盟 (波兰)

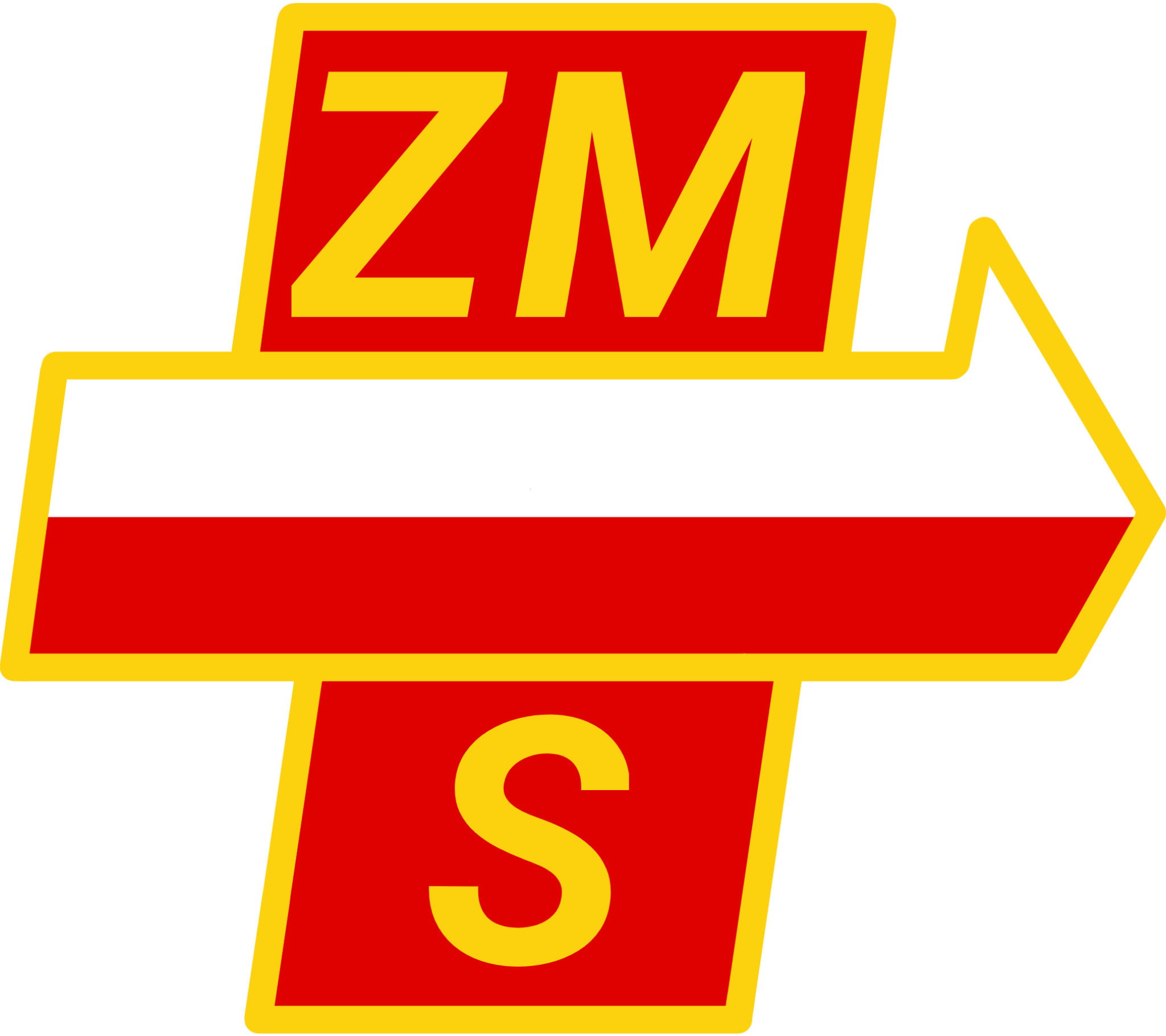
社会主义青年联盟标志

社会主义青年联盟（波蘭語：Związek Młodzieży Socjalistycznej，缩写为ZMS）是波兰历史上的一个共产主义青年组织。
该组织成立于1957年1月3日，由革命青年联盟与工人青年联盟合并而成。作为波兰青年联盟的继承者，该组织在意识形态、政治和组织上都从属于波兰统一工人党。1976年，该组织与农村社会主义青年联盟、军队社会主义青年联盟合并为波兰社会主义青年联盟。
该组织的主要目标是为成员加入波兰统一工人党做准备。与先前存在的波兰青年联盟类似，该组织也致力于通过大量的招募手段增加组织的成员数量，这些招募方式有时接近于强迫。
1957年，该组织的成员数为7万；1960年，为37万；1964年，为80万；1975年，达到120万。